# Lycée national des arts traditionnels coréens
Le Lycée national des arts traditionnels coréens (coréen : 국립전통예술고등학교, romanisation révisée : Gungnip Jeontong Yesul Godeung Hakgyo, romanisation McCune-Reischauer : Kungnip Chŏntong Yesul Kodŭng Hakkyo) est une école située à Siheung-dong, Geumcheon-gu, Séoul. Le lycée forme à la musique et danse traditionnelles coréennes, après le Collège national des arts traditionnels coréens (ko).

## Histoire
Créée en 1960, elle accueillit un internant en 2003 et une bibliothèque en 2005.

## Anciens élèves
- Choi Ri
- Kim Duk-soo
- Kim Ju-hyeon
- Oh Jung-hae